# Goodlettsville
Goodlettsville é uma cidade localizada no estado norte-americano de Tennessee, no Condado de Davidson e Condado de Sumner.

## Demografia
Segundo o censo norte-americano de 2000, a sua população era de 13.780 habitantes.
Em 2006, foi estimada uma população de 15.584, um aumento de 1804 (13.1%).

## Geografia
De acordo com o United States Census Bureau tem uma área de
36,5 km², dos quais 36,2 km² cobertos por terra e 0,3 km² cobertos por água. Goodlettsville localiza-se a aproximadamente 146 m acima do nível do mar.

## Localidades na vizinhança
O diagrama seguinte representa as localidades num raio de 16 km ao redor de Goodlettsville.